# Кулахметов, Марат Минюрович
Мара́т Миню́рович Кулахме́тов (тат. Марат Мөнир улы Коләхмәтов; род. 9 февраля 1959, Пенза, РСФСР, СССР) — российский военачальник и дипломат. Чрезвычайный и полномочный посол Российской Федерации в Республике Южная Осетия с 1 мая 2017 года. Чрезвычайный и полномочный посол (2023).
Командующий смешанными силами по поддержанию мира в зоне грузино-осетинского конфликта (2004—2008), генерал-майор (2001).

## Биография
Марат Минюрович Кулахметов родился в Пензе в семье военнослужащих. По национальности — татарин. Отец — генерал-лейтенант Мунир Кулахметов, заместитель командующего Ленинградским военным округом.
В 1980 году окончил Ленинградское высшее общевойсковое командное училище имени С. М. Кирова и назначен командиром мотострелкового взвода в одну из частей Ленинградского военного округа. Прошёл все командные должности: от командира взвода до командира дивизии.
С 1984 года служил в Заполярье, в 1990-х и до 2002 года был командиром 200-й отдельной мотострелковой бригады (пос. Печенга, Мурманская область).
В 1991 году окончил Военную академию имени М. В. Фрунзе.
В 2001 году окончил Военную академию Генерального штаба.
В 2003—2004 годах — командир 19-й мотострелковой дивизии Северо-Кавказского военного округа. В 2001 году присвоено воинское звание генерал-майор.
С сентября 2004 по октябрь 2008 года — командующий Смешанными силами по поддержанию мира (ССПМ) в зоне грузино-осетинского конфликта, сменил на этом посту генерал-майора Святослава Набздорова. В ходе войны в Грузии в августе 2008 года командовал российскими миротворцами, играл ключевую роль в переговорах накануне начала боевых действий. После прекращения боёв и последующего признания Россией независимости Южной Осетии и Абхазии Кулахметов руководил выводом постов российских миротворцев из буферной зоны грузино-южноосетинского конфликта. В результате теракта, произошедшего у здания штаба российских миротворцев в Цхинвали 3 октября 2008 года был контужен.
С августа 2009 года — на дипломатической работе. С 2011 до 2017 занимал должность советника министра иностранных дел Российской Федерации по военно-политическим вопросам на Южном Кавказе, в Приднестровье, вопросам российского военного присутствия в Центральной Азии. 1 мая 2017 года назначен послом Российской Федерации в Республику Южная Осетия.
Дипломатический ранг — чрезвычайный и полномочный посол (2 октября 2023).

## Награды
- Орден Почёта (6 февраля 2008)[7]
- Орден Дружбы (4 октября 2019) — за большой вклад в реализацию внешнеполитического курса Российской Федерации[8]
- Медаль Минобороны России «За укрепление боевого содружества» (2006)[9]
- Нагрудный знак МИД России «За вклад в международное сотрудничество» (2007)[10]
- Медаль «За службу на страже мира в Южной Осетии» (Южная Осетия, 2008)[11]
- Почётная грамота президента Российской Федерации (20 сентября 2011) — за активную работу по защите интересов Российской Федерации[3].
- Заслуженный военный специалист Российской Федерации.
- Медали СССР.
- Медали РФ.